# Palaquium gutta
Palaquium gutta är en tvåhjärtbladig växtart som först beskrevs av William Jackson Hooker, och fick sitt nu gällande namn av William Burck. Palaquium gutta ingår i släktet Palaquium och familjen Sapotaceae. Inga underarter finns listade i Catalogue of Life.

## Bildgalleri

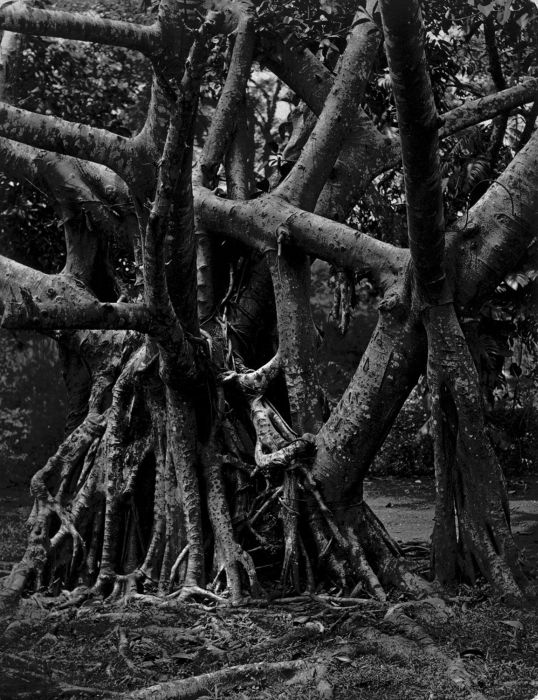
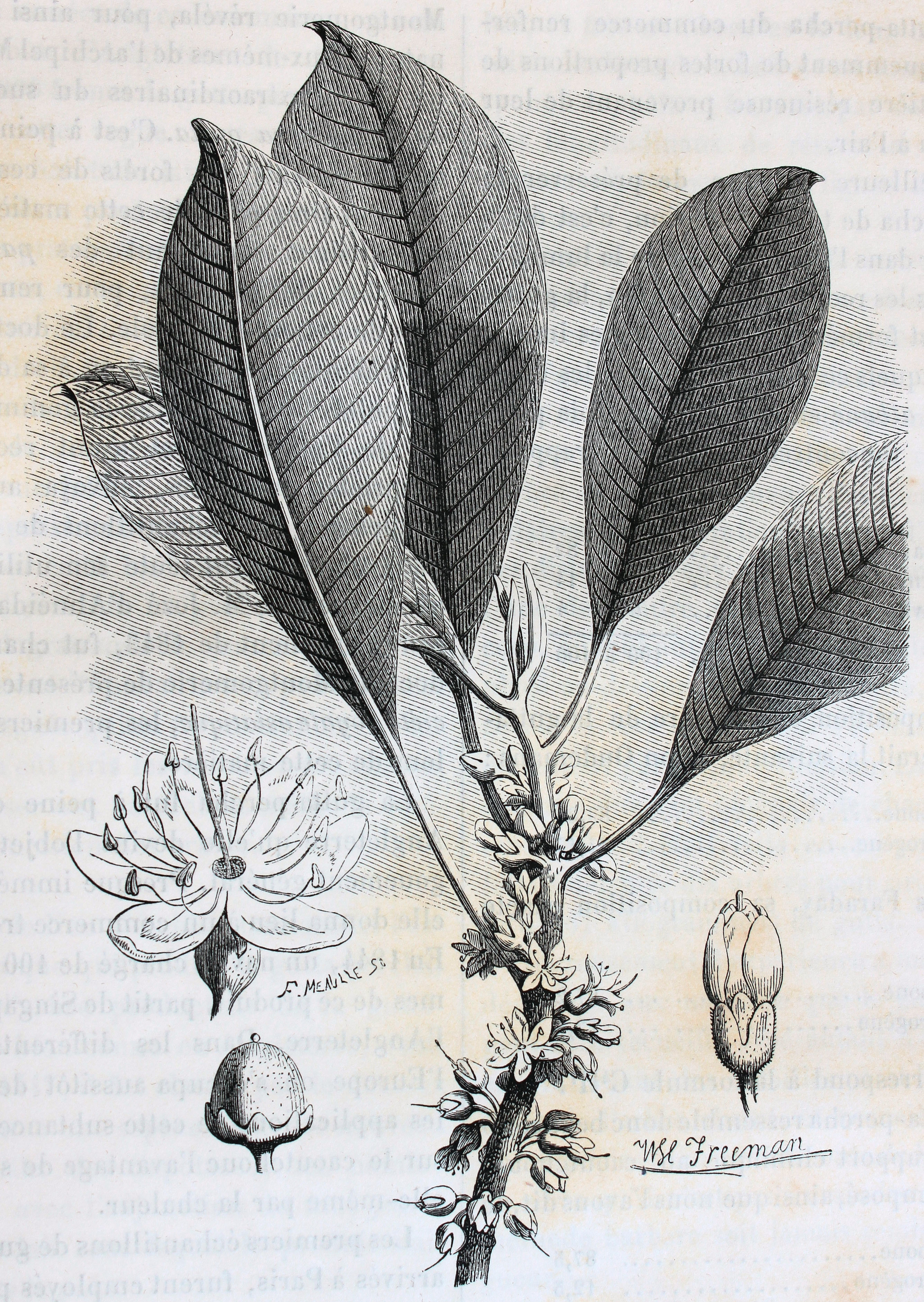
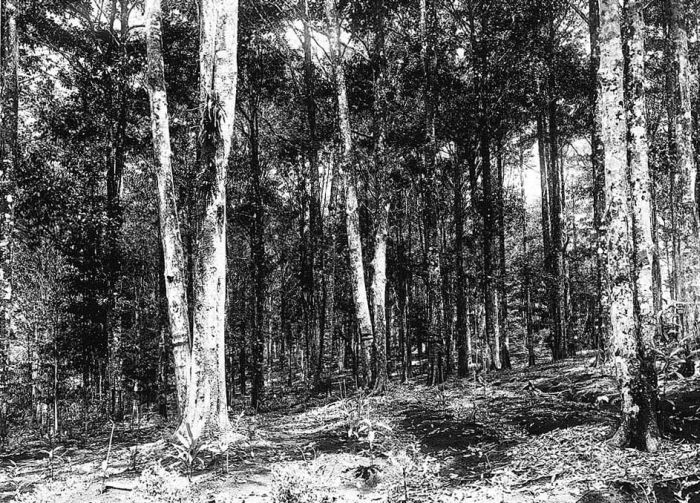
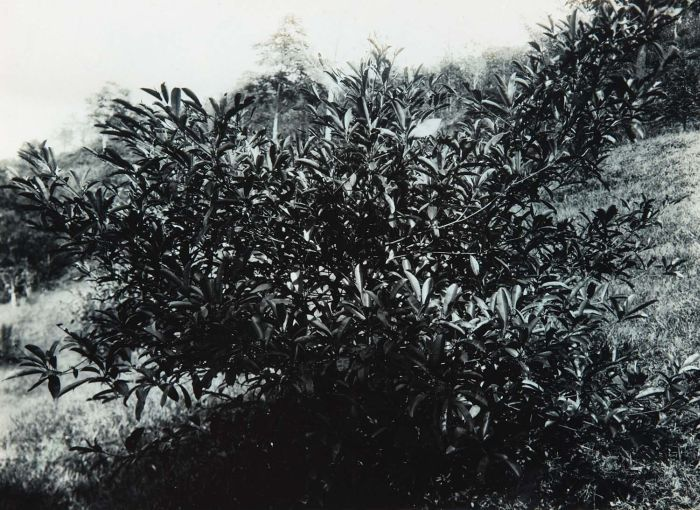
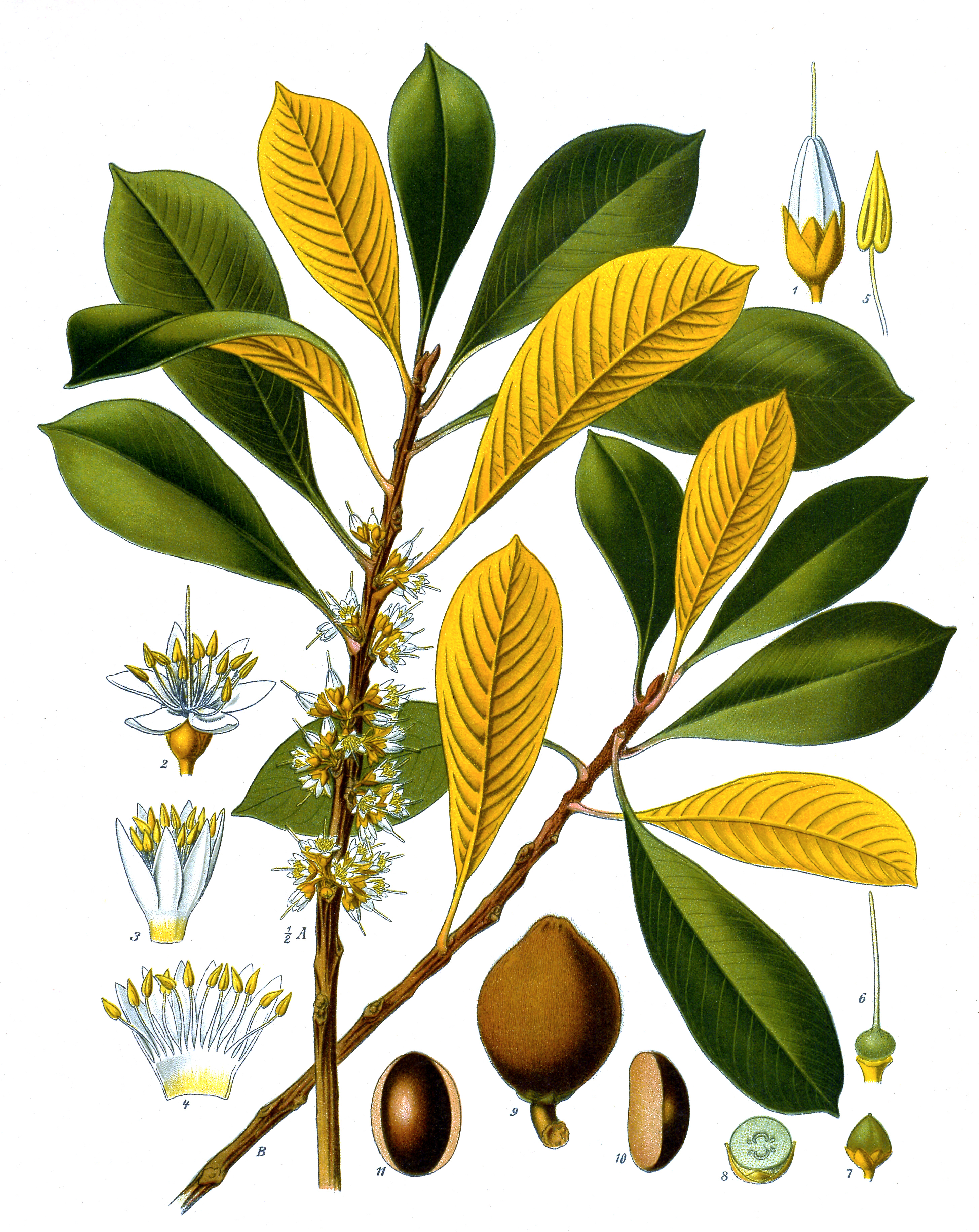
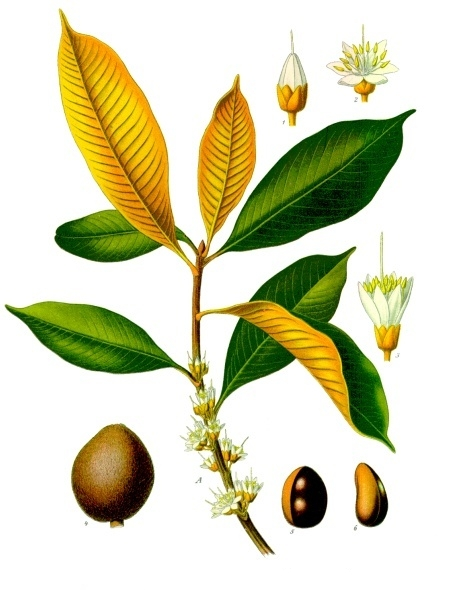